# Monogononta
Die Monogononta sind eine Unterklasse der Rädertierchen (Rotatoria, Rotifera). Sie leben vor allem planktonisch und bewegen sich mit gut entwickelten Räderorganen fort. Namensgebendes Kennzeichen der Gruppe ist ihre einzige Gonade. Die Monogononta besitzen zwei vielkernige Fußdrüsen.

## Fortpflanzung
Sie machen einen Generationswechsel durch, bei dem sich eine amiktische, parthenogenetische Weibchengeneration, die diploide Eier mit zwei vollständigen Chromosomensätzen und nur einen Polkörper legen, und eine miktische Weibchengeneration, die haploide Eier mit nur einem Chromosomensatz und zwei Polkörper legen, abwechseln. Aus den befruchteten, haploiden Eiern schlüpfen amiktische Weibchen, aus den unbefruchteten Männchen, die meist kleiner als die Weibchen sind, und meist nur einen unvollständigen Darm ohne Funktion haben. Wird ein günstiges Biotop neu besiedelt oder ändern sich die Lebensbedingungen zum Positiven, so können sich die Weibchen zur raschen Besiedlung über mehrere Generationen parthenogenetisch fortpflanzen.

## Innere Systematik
- Überordnung Gnesiotrocha, viele sessile in einer Wohnröhre lebende Arten, übrige planktonisch
  - Ordnung Collothecida Harring, 1913
  - Ordnung Flosculariida Harring, 1913
- Überordnung Pseudotrocha, die Mehrzahl der Arten, alle frei beweglich, planktonisch oder auf Wasserpflanzen
  - Ordnung Ploima Hudson & Gosse, 1886
    - Familie Asciaporrectidae
    - Familie Asplanchnidae
    - Familie Birgeidae
    - Familie Brachionidae
    - Familie Clariaidae
    - Familie Conochilidae
    - Familie Cotylegaleatidae
    - Familie Dicranophoridae
    - Familie Epiphanidae
    - Familie Euchlanidae
    - Familie Gastropodidae
    - Familie Ituridae
    - Familie Lecanidae
    - Familie Lepadellidae
    - Familie Lindiidae
    - Familie Microcodidae
    - Familie Mytilinidae
    - Familie Notommatidae
    - Familie Proalidae
    - Familie Scaridiidae
    - Familie Synchaetidae
    - Familie Testudinellidae
    - Familie Tetrasiphonidae
    - Familie Trichocercidae
    - Familie Trichotriidae
    - Familie Trochosphaeridae

Vertreter ist beispielsweise Trichocerca.